# گروه بیلدربرگ

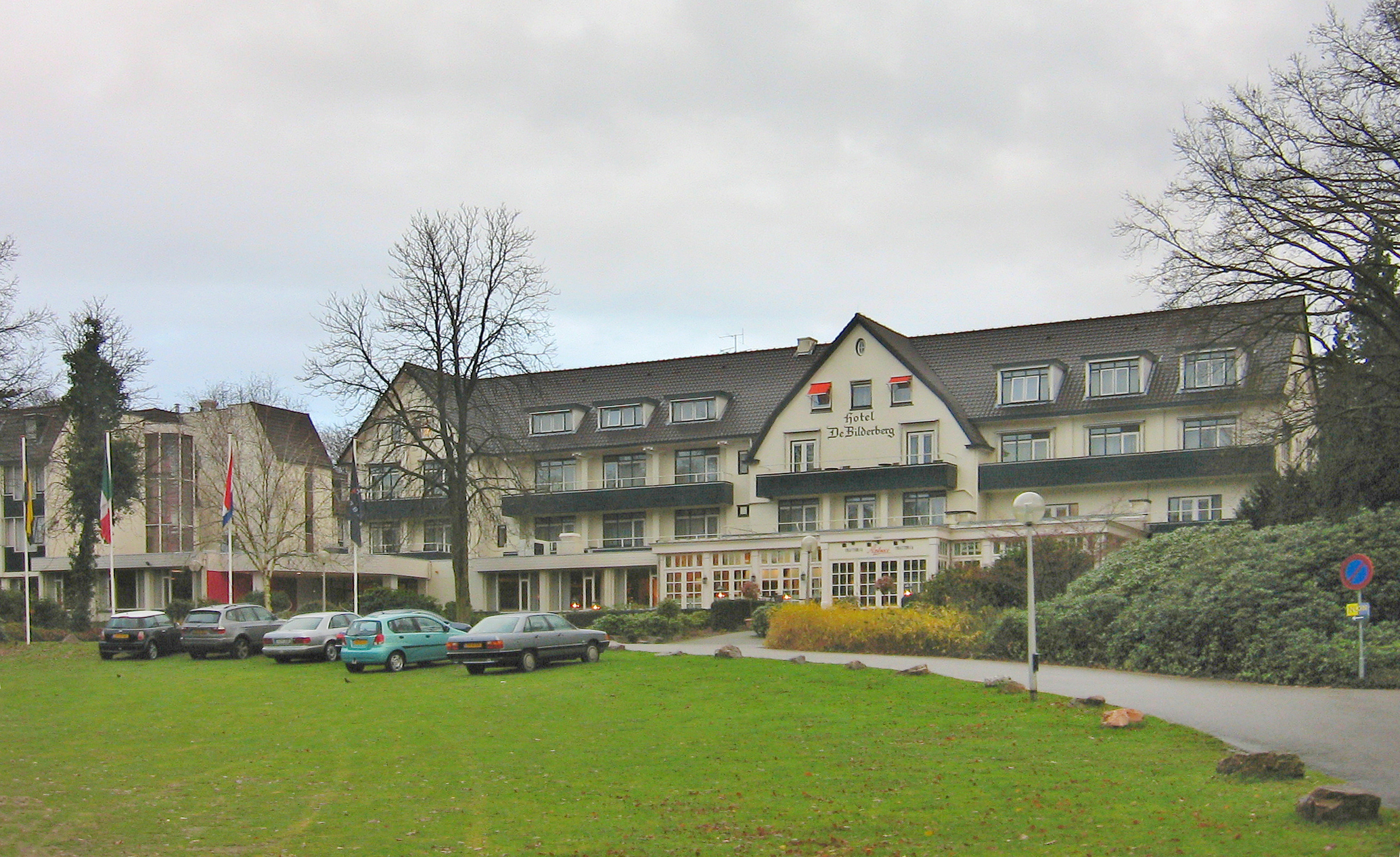
هتل بیلدربرگ

گروه بیلدربرگ (به انگلیسی: Bilderberg Group) نام کنفرانسی غیررسمی است که هر ساله به صورت کاملاً خصوصی و محرمانه در نقطه‌ای از جهان برگزار می‌شود. اعضای گروه بیلدربرگ تماماً انتصابی هستند و تعداد ایشان به حدود ۱۳۰ نفر می‌رسد. تمامی اعضا از قدرتمندترین و با نفوذترین افراد در زمینه‌های سیاست، اقتصاد و رسانه هستند. بسیاری از پادشاهان و اعضای خاندان‌های سلطنتی کشورهای غربی از اعضای دائم گروه بیلدربرگ هستند.
اعضای گروه بیلدربرگ در کنفرانس سالیانه خود، در مورد مسائل جاری سیاسی و اقتصادی جهان به صورت محرمانه با یکدیگر تبادل نظر و برای آینده جهان برنامه ریزی و مشورت می‌کنند.
گروه بیلدربرگ نام خود را از هتلی در کشور هلند می‌گیرد که برای نخستین بار در سال ۱۹۵۴، میزبان اعضای کنفرانس بود. دفتر گروه بیلدربرگ در شهر لیدن در استان هلند جنوبی و در نزدیکی شهر لاهه در کشور هلند قرار دارد.

## فهرست برخی از اعضای گروه بیلدربرگ

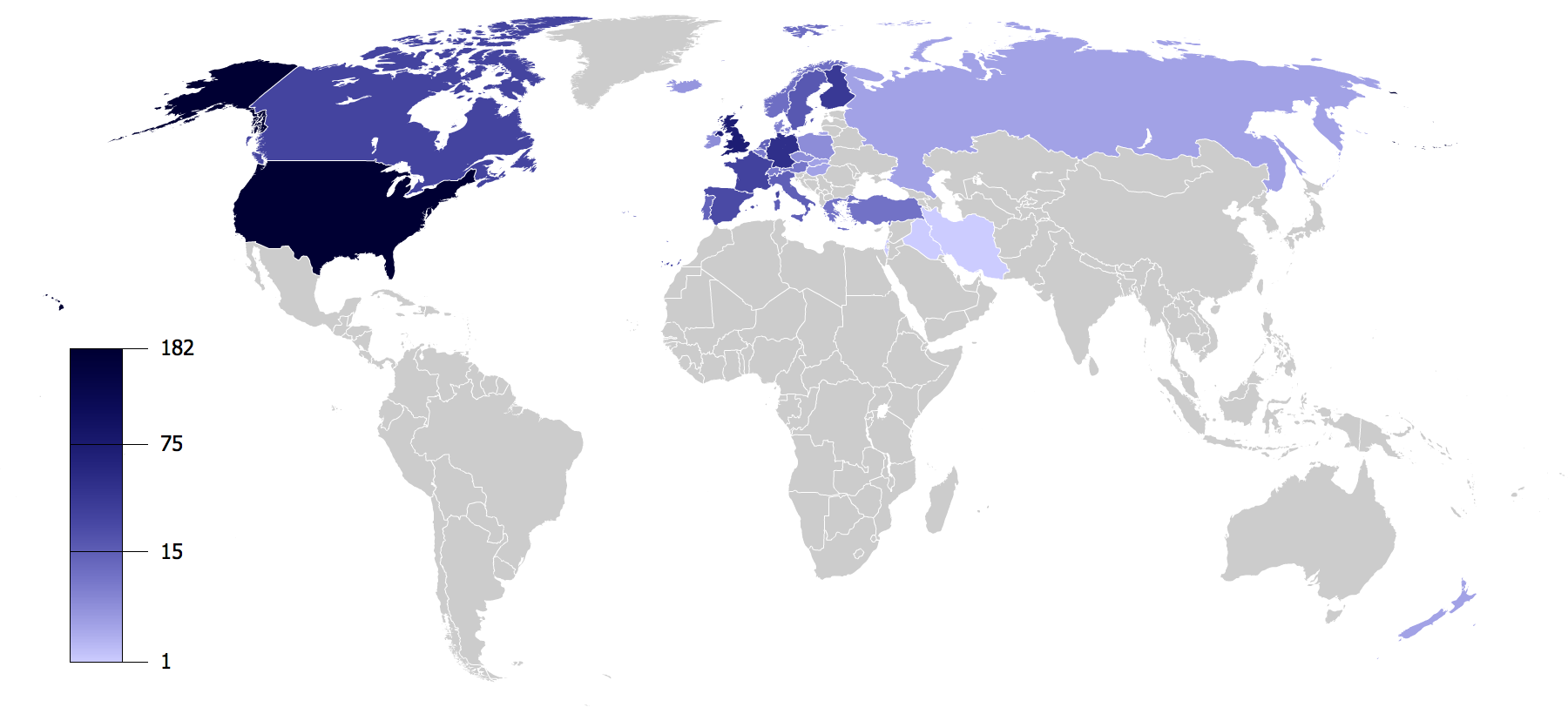
نقشه بر اساس تعداد اعضای شرکت‌کننده در گروه

فهرست زیر شامل افرادی است که در گذشته یا در زمان حال در گروه بیلدربرگ عضویت داشته و دارند. از این افراد، برخی از اعضای دائم گروه بیلدربرگ هستند و برخی تنها در زمانی خاص در همایش‌های سالیانه گروه بیلدربرگ به عنوان «مهمان» دعوت شده‌اند.

### اعضای خاندان‌های سلطنتی
- پرنس فیلیپ همسر الیزابت دوم، ملکه بریتانیا و دوک ادینبورو
- پرنس چارلز ولیعهد بریتانیا و پرنس ولز (از ۱۹۸۶ میلادی-اکنون)
- ملکه بئاتریکس هلند
- کلاوس فون آمسبرگ، همسر ملکه هلند
- ویلم الکساندر، ولیعهد هلند (۲۰۰۱)
- خوآن کارلوس اول، پادشاه اسپانیا
- ملکه سوفیا، همسر خوآن کارلوس پادشاه اسپانیا
- شاهزاده اینفانتا کریستینا، دختر خوآن کارلوس پادشاه اسپانیا
- فیلیپ بلژیک، ولیعهد بلژیک
- کارل گوستاو شانزدهم، پادشاه سوئد
- هانس ادام دوم، شاهزاده لیختن اشتاین
- پرنس الکس، شاهزاده دانمارک

### سیاست‌مداران

#### انگلستان
- گوردن براون نخست‌وزیر سابق بریتانیا (از سال ۱۹۹۱ تا ۲۰۱۱ میلادی)
- تونی بلر وزیر اسبق بریتانیا و میانجی گروه چهارجانبه صلح خاورمیانه معروف به «کورتیت»
- جان میجر نخست‌وزیر اسبق بریتانیا
- مارگارت تاچر نخست‌وزیر اسبق بریتانیا
- جیمز کالاهان نخست‌وزیر اسبق بریتانیا
- ادوارد هیث نخست‌وزیر اسبق بریتانیا
- هارولد ویلسون نخست‌وزیر اسبق بریتانیا

#### فرانسه
- لیونل ژوسپن نخست‌وزیر اسبق جمهوری فرانسه
- ژرژ پمپیدو نخست‌وزیر اسبق جمهوری فرانسه
- دومینیک دوویلپن نخست‌وزیر اسبق جمهوری فرانسه (سال ۲۰۰۳ میلادی)
- لوران فابیوس نخست‌وزیر اسبق جمهوری فرانسه
- میشل روکارد نخست‌وزیر اسبق جمهوری فرانسه
- پیر بروگووی نخست‌وزیر اسبق جمهوری فرانسه

#### آلمان
- آنگلا مرکل صدراعظم سابق آلمان (از سال ۲۰۰۵ میلادی-۲۰۲۱)
- گرهارد شرودر، صدراعظم سابق آلمان
- هلموت کهل، صدراعظم اسبق آلمان
- هلموت اشمیت، صدراعظم اسبق آلمان
- ریچارد فُن وایتس‌زِکِر، رئیس‌جمهور اسبق آلمان
- پِر اشتاین‌بروک، وزیر اسبق اقتصاد آلمان